# Borsttangara
Borsttangara (Trichothraupis melanops) är en fågel i familjen tangaror inom ordningen tättingar.

## Utseende och läte
Hane borsttangara har svart ögonmask och en gul längsgående strimma på hjässan. Huvudet är olivgrått och undersidan är beige, medan vingarna är mörka. Honan saknar saknar det gula på hjässan och den mörka ögonmasken. Undersidan är också mer kanelbrun.

## Utbredning och systematik
Fågeln förekommer i Anderna i Peru och västra Bolivia, östra Brasilien, nordöstra Argentina, östra Paraguay. Den placeras som enda art i släktet Trichothraupis. 

## Levnadssätt
Borsttangaran hittas i undervegetation i skog och ungskog. Där rör den sig rastlöst, vanligen som en del av kringvandrande artblandade flockar.

## Status och hot
Arten har ett stort utbredningsområde, men tros minska i antal, dock inte tillräckligt kraftigt för att den ska betraktas som hotad. Internationella naturvårdsunionen IUCN listar arten som livskraftig (LC).

## Bilder

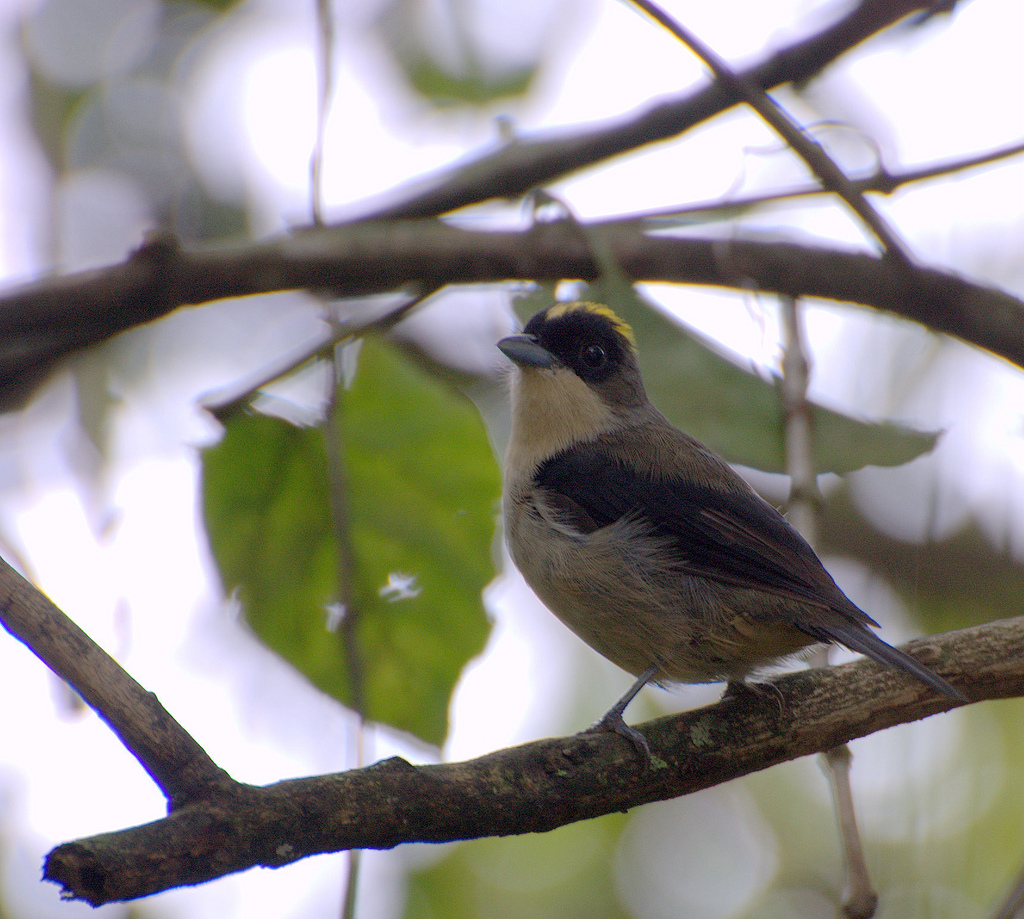
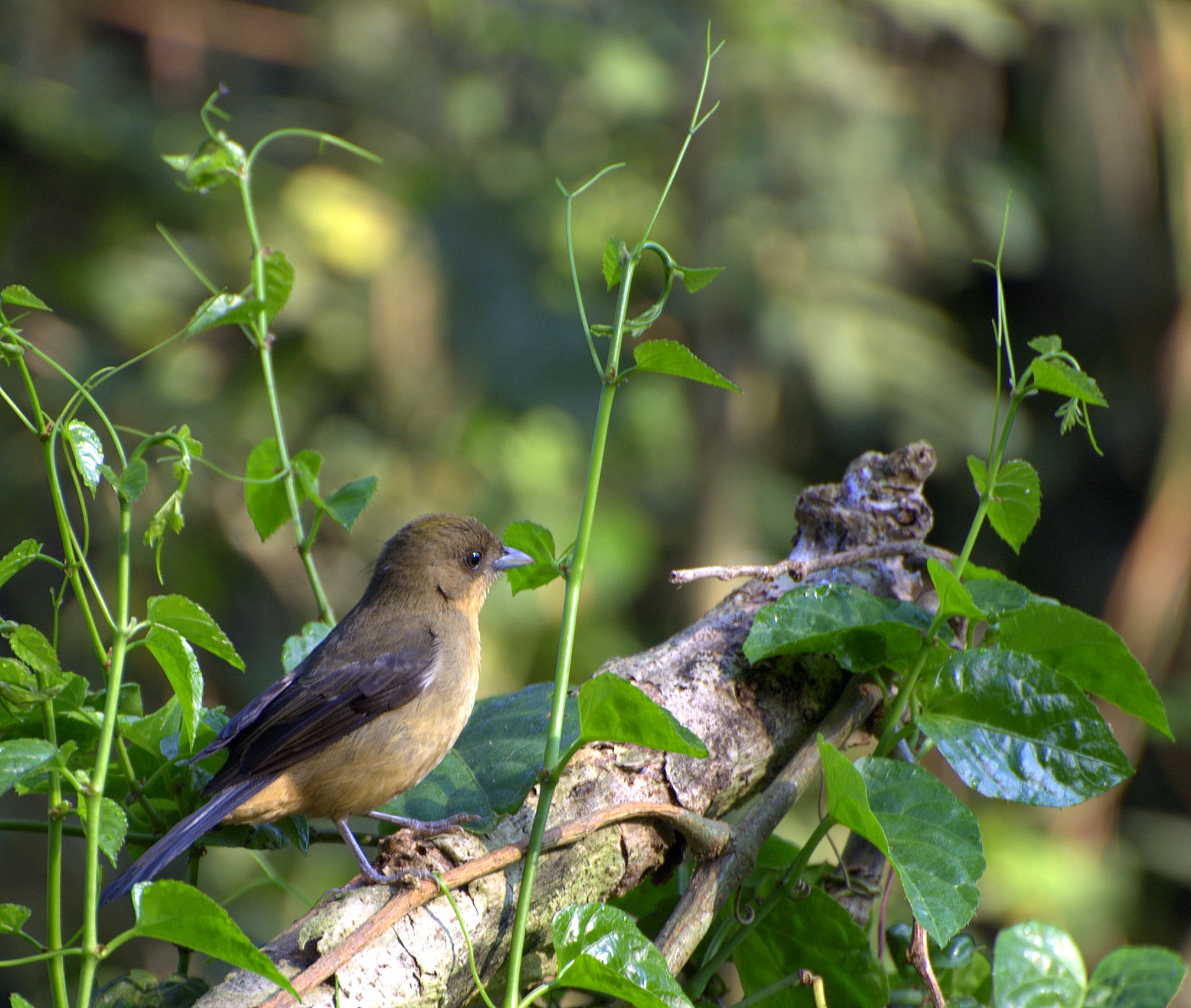
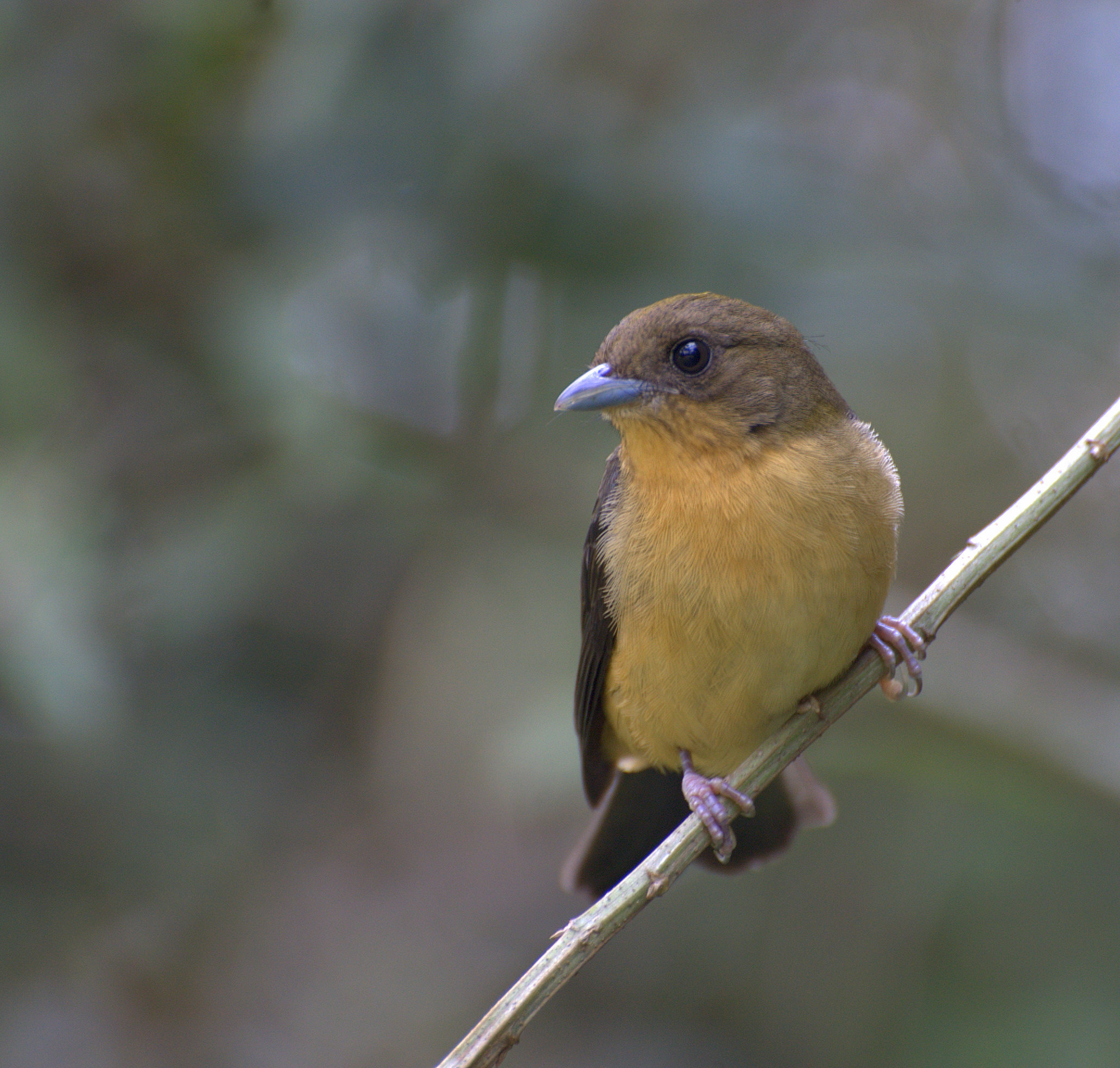
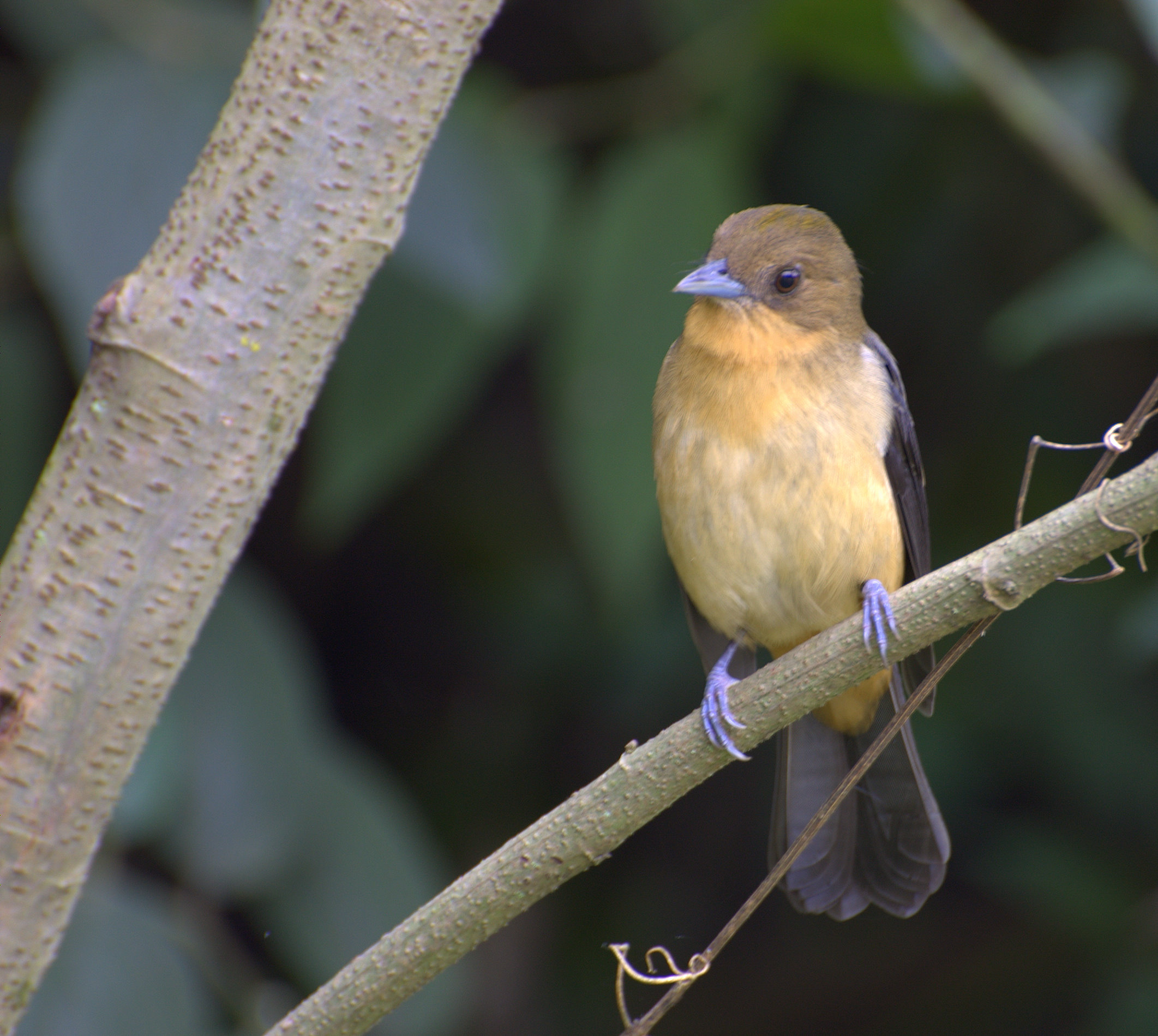